# Status quo
 For alternative betydninger, se Status quo (flertydig). (Se også artikler, som begynder med Status quo)
Status quo er et latinsk begreb, der betyder tingenes tilstand. Begrebet anvendes oftest gennem opretholdelse af status quo, hvilket betyder at en situation må vedblive at være som den er. Her betyder status quo noget i retning af tingenes uforandrede tilstand.
Den oprindelige betydning er dog noget anderledes, idet den fuldstændige formulering er status quo ante bellum, hvilket betyder tilstanden som forud for krigen. Her er der tale om at genoprette "status quo".[kilde mangler]
| Sprog | Spire Denne artikel om sprog er en spire som bør udbygges. Du er velkommen til at hjælpe Wikipedia ved at udvide den. |